# Lei de Campbell
A lei de Campbell é uma máxima desenvolvida por Donald T. Campbell, um exemplo do efeito cobra:
"Quanto mais qualquer indicador social quantitativo é utilizado para a tomada de decisão social, mais sujeito será a pressões de corrupção e mais apto será para distorcer e corromper os processos sociais que se pretende monitorar.”
A lei de Campbell foi publicada em 1976 por Donald T. Campbell, definiu esta lei num artigo científico chamado Assessing the Impact of Planned Social Change. um psicólogo social, um pesquisador experimental de ciências sociais e autor de muitas obras sobre metodologia de pesquisa. Uma formulação popular é: "Quando uma medida torna-se uma meta, ela deixa de ser uma boa medida." - o que é também chamado lei de Goodhart.
O princípio de ciência social da lei de Campbell às vezes é usado para apontar as consequências negativas de testes de alto risco nas salas de aula dos EUA. Isto pode assumir a forma de ensinar para o teste ou levar ao engano total. Um exemplo é The High-Stakes Education Rule (A Norma de Educação de Alto-Risco) como descrita no Learning-Disadvantage Gap (Intervalo de Desvantagem na Educação).